# Cerkiew św. Aleksandra Newskiego w Oniksztach (drewniana)
Cerkiew św. Aleksandra Newskiego – nieistniejąca cerkiew w Oniksztach.
Inicjatorem wzniesienia drewnianej świątyni był sędzia pokoju Weniamin Masalski. Została ona otwarta dla wiernych w 1866. Budynek bardzo szybko podupadł, z powodu przeciekającego dachu i złego stanu zewnętrznej dekoracji zrezygnowano z jego remontu. W 1873 władze carskie przekazały prawosławnej wspólnocie Onikszt środki na budowę nowej cerkwi.